# Kenneth Hill
Kenneth D. Hill, född den 6 augusti 1948 i Armidale, död den 4 augusti 2010 i Sydney, var en australisk botaniker främst känd för sitt arbete med eukalyptussläktet, framförallt Cycas.
Auktorsnamnet K.D.Hill kan användas för Kenneth Hill i samband med ett vetenskapligt namn inom botaniken; se Wikipediaartiklar som länkar till auktorsnamnet.